# The Twins (Band)
The Twins sind eine deutsche Synthie-Pop-Band der 1980er Jahre, die vor allem durch ihre Single Ballet Dancer bekannt wurde.

## Geschichte
Die Gruppe wurde 1980 in West-Berlin von Sven Dohrow (* 1957) und Ronny Schreinzer (* 1958) gegründet. Die beiden Musiker sind nicht miteinander verwandt, der Bandname soll im Sinne von „Zwei-Mann-Firma“ verstanden werden. Musikalisch orientierten sie sich an britischen Bands wie Gary Numans Tubeway Army, Orchestral Manoeuvres in the Dark oder den frühen Depeche Mode.
Einen ersten Achtungserfolg hatte das Duo mit seiner ersten Single, The Desert Place, die in Deutschland zum Hit in Diskotheken wurde und den Sprung auf Platz 67 der Billboard Dance Music/Club Play Singles schaffte. Auch die 1983er Single Face to Face – Heart to Heart war unter den Dance Music/Club Play Singles gelistet und erreichte sogar Platz 17.
Den Durchbruch erlebten die Twins in Italien, wo sie innerhalb von 18 Monaten drei Top-Ten-Hits landeten: Face to Face – Heart to Heart im Jahr 1983 auf Platz 4, Not the Loving Kind auf Platz 7 und ein Jahr später Ballet Dancer auf Platz 2.
Im Januar 1984 wurde Ballet Dancer auf Platz 19 der erste Charterfolg in Deutschland und einen Monat später mit Platz 10 die einzige Hitsingle des Duos in der Schweiz. Auch das dazugehörige Album, A Wild Romance, platzierte sich in beiden Ländern, in Deutschland auf Platz 30 und in der Schweiz auf Platz 14. Mit den Singles Love System (1984, Platz 27), Love in the Dark (1985, Platz 55) und Tonight (1993, Platz 80) schaffte die Gruppe noch drei weitere Male den Sprung in die deutsche Hitparade.
Im Jahr 2003 landete die deutsche Band Master Blaster mit einer Coverversion von Ballet Dancer unter den Top 50.
2018 folgte nach 25 Jahren mit Living for the Future ein weiteres Studioalbum. Im August 2018 erschien dann darüber hinaus auch mit dem Taschenbuch Die Abenteuer der Twins: Electronic Pop in den 80er Jahren die Bandbiographie, geschrieben von Sven Dohrow.

## Diskografie

### Studioalben
| Jahr | Titel                  | Höchstplatzierung, Gesamtwochen, AuszeichnungChartplatzierungen (Jahr, Titel, Platzierungen, Wochen, Auszeichnungen, Anmerkungen) | Höchstplatzierung, Gesamtwochen, AuszeichnungChartplatzierungen (Jahr, Titel, Platzierungen, Wochen, Auszeichnungen, Anmerkungen) | Anmerkungen                            |
| Jahr | Titel                  | DE | CH | Anmerkungen                            |
| ---- | ---------------------- | --- | --- | -------------------------------------- |
| 1981 | Passion Factory        | — | — | Erstveröffentlichung: 31. August 1981  |
| 1982 | Modern Lifestyle       | — | — | Erstveröffentlichung: 11. Oktober 1982 |
| 1983 | A Wild Romance         | DE30 (14 Wo.)DE | CH14 (5 Wo.)CH | Erstveröffentlichung: 1983             |
| 1985 | Until the End of Time  | — | — | Erstveröffentlichung: 10. Juni 1985    |
| 1987 | Hold On to Your Dreams | — | — | Erstveröffentlichung: 1987             |
| 1993 | The Impossible Dream   | — | — | Erstveröffentlichung: 2. November 1993 |
| 2018 | Living for the Future  | — | — | Erstveröffentlichung: 22. Juni 2018    |

grau schraffiert: keine Chartdaten aus diesem Jahr verfügbar

### Livealben
- 2005: Live in Sweden

### Kompilationen
- 1994: 12" Classics
- 1998: Ballet Dancer
- 2006: 12" Classics – The Original Maxi Hits
- 2008: Singles Collection

### Remixalben
- 1991: Classics – Remixed

### EPs
- 1985: Who’s the Band?

### Singles
| Jahr | Titel Album                            | Höchstplatzierung, Gesamtwochen, AuszeichnungChartplatzierungen (Jahr, Titel, Album, Platzierungen, Wochen, Auszeichnungen, Anmerkungen) | Höchstplatzierung, Gesamtwochen, AuszeichnungChartplatzierungen (Jahr, Titel, Album, Platzierungen, Wochen, Auszeichnungen, Anmerkungen) | Anmerkungen                |
| Jahr | Titel Album                            | DE | CH | Anmerkungen                |
| ---- | -------------------------------------- | --- | --- | -------------------------- |
| 1983 | Ballet Dancer A Wild Romance           | DE19 (17 Wo.)DE | CH10 (9 Wo.)CH | Erstveröffentlichung: 1983 |
| 1984 | Love System A Wild Romance             | DE27 (10 Wo.)DE | — | Erstveröffentlichung: 1984 |
| 1985 | Love in the Dark Until the End of Time | DE55 (6 Wo.)DE | — | Erstveröffentlichung: 1985 |
| 1993 | Tonight The Impossible Dream           | DE80 (5 Wo.)DE | — | Erstveröffentlichung: 1993 |

Weitere Singles
- 1981: Runaway
- 1981: The Desert Place
- 1982: Face to Face – Heart to Heart
- 1982: Birds and Dogs
- 1983: Not the Loving Kind
- 1984: The Game of Chance
- 1985: Deep Within My Heart
- 1986: I Need You
- 1987: Time Will Tell
- 1987: Hold On to Your Dreams
- 1988: One Day
- 1991: Not the Loving Kind (Remixed)
- 1993: Ballet Dancer (Remix)
- 1993: Love Is Blind
- 2002: Face to Face
- 2005: Ballet Dancer (Live)
- 2006: Ballet Dancer (Latino Mix)

### Videoalben
- 1994: Video Classics (VHS)
- 2005: Live in Sweden (DVD)
- 2009: Video Classics and Rare Clips (DVD)